# Protestele de la Poznań din 1956
Protestele de la Poznań (sau „evenimentele din iunie de la Poznań” — poloneză Poznański Czerwiec) reprezintă o serie de manifestări protestatare începute în Republica Populară Polonă, în iunie 1956, la Fabricile Cegielski (denumite în perioada stalinistă Întreprinderea Metalurgică Iosif Stalin din Poznań — poloneză Zakłady Metalowe im. Józefa Stalina w Poznaniu, ZISPO) cu prilejul cărora muncitorii cereau condiții mai bune de muncă și de viață, cerințe care creaseră tensiuni încă din 1955.